# Cartap
Cartap ist eine chemische Verbindung aus der Gruppe der Thiocarbamate.

## Gewinnung und Darstellung
Cartap kann durch Reaktion von 1,3-Dichlorpropyldimethylamin mit Natriumthiocyanat, Wasser, Chlorwasserstoff und Methanol gewonnen werden.

## Eigenschaften
Cartap ist ein farbloser Feststoff, der löslich in Wasser ist.

## Verwendung
Cartap – und sein Hydrochlorid – ist ein von Takeda Chemical Industries entwickeltes Insektizid. Es ist ein Derivat von Nereistoxin, einer natürlich vorkommenden insektiziden Substanz, die 1934 von Nitta aus den marinen Gliederwürmern Lumbrinereis heteropoda und Lumbrinereis brevicirra isoliert wurde. Seine Struktur wurde 1962 von Okaichi und Hashimoto analysiert und 1965 von Hagiwara et al. synthetisiert. Cartap wird im Insektenorganismus in Nereistoxin umgewandelt, welches das Nervensystem beeinflusst.

## Zulassung
In der Europäischen Union ist Cartap mit der Verordnung (EG) Nr. 2076/2002 vom 20. November 2002 nicht in den Anhang I der Richtlinie 91/414/EWG aufgenommen worden. Daher dürfen in den Staaten der EU keine Pflanzenschutzmittel zugelassen werden, die Cartap enthalten. Für Italien war eine Übergangsfrist bis Mitte 2007 vorgesehen, weil der Wirkstoff bei bestimmten Anwendungen schwer zu ersetzen war.
In Deutschland, Österreich und der Schweiz sind keine Pflanzenschutzmittel mit diesem Wirkstoff zugelassen.